# Preboste de los mercaderes de París
El preboste de los mercaderes de París era el jefe de gobierno de la capital francesa durante el Antiguo Régimen. Asistido por cuatro mercaderes del agua o échevins, ostentaba la jurisdicción sobre el comercio fluvial, y se encargaba de las principales funciones administrativas de París, como el control comercial de la villa y las obras públicas.

## Historia
En la Edad Media, Luis IX reforma la organización administrativa parisina, estableciendo en 1263 un órgano de gobierno formado por representantes de los mercaderes del agua, quienes desde 1170 habían regulado el comercio en el Sena por vía fluvial. Al mando de estos mercaderes, colocó al Preboste de los mercaderes de París, siendo Evrard de Valenciennes el primero en ostentar el cargo, asistido por cuatro échevins.
Aunque las competencias del Preboste eran teóricamente limitadas en asuntos comerciales, se fueron viendo aumentadas a medida que crecían los lazos que se establecían entre este órgano político, y la burguesía parisina.
El mandato de Étienne Marcel, entre los años 1354 y 1358, marca el apogeo del papel político del Preboste. Sin embargo, a partir de Étienne Marcel los poderes son cada vez menores, llegando incluso a suprimirse el cargo en 1383 tras la Revuelta de los Maillotins.
En 1412 se restablece el cargo, permaneciendo subordinado al rey a partir de entonces.
Este cargo fue suprimido definitivamente tras la Revolución francesa, siendo el último en ocupar el cargo Jacques de Flesselles entre los años 1788 y 1789. El 14 de julio fue asesinado durante la Toma de la Bastilla. El día siguiente, fue elegido el primer Alcalde de París: Jean Sylvain Bailly.